# Acacia rovumae
Acacia rovumae är en ärtväxtart som beskrevs av Daniel Oliver. Acacia rovumae ingår i släktet akacior, och familjen ärtväxter. Inga underarter finns listade i Catalogue of Life.